# Engerhafe

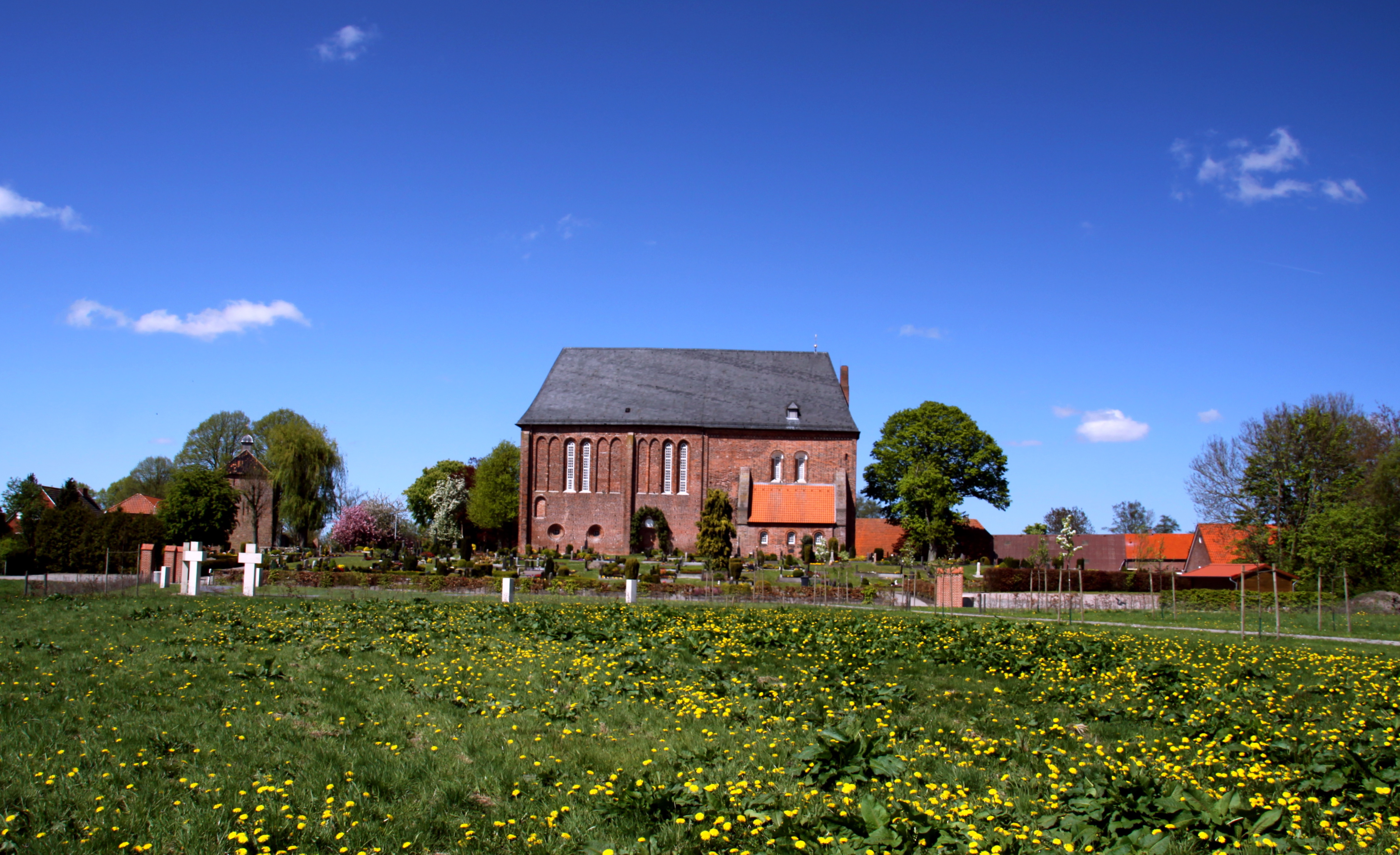
Die Kirche von Engerhafe

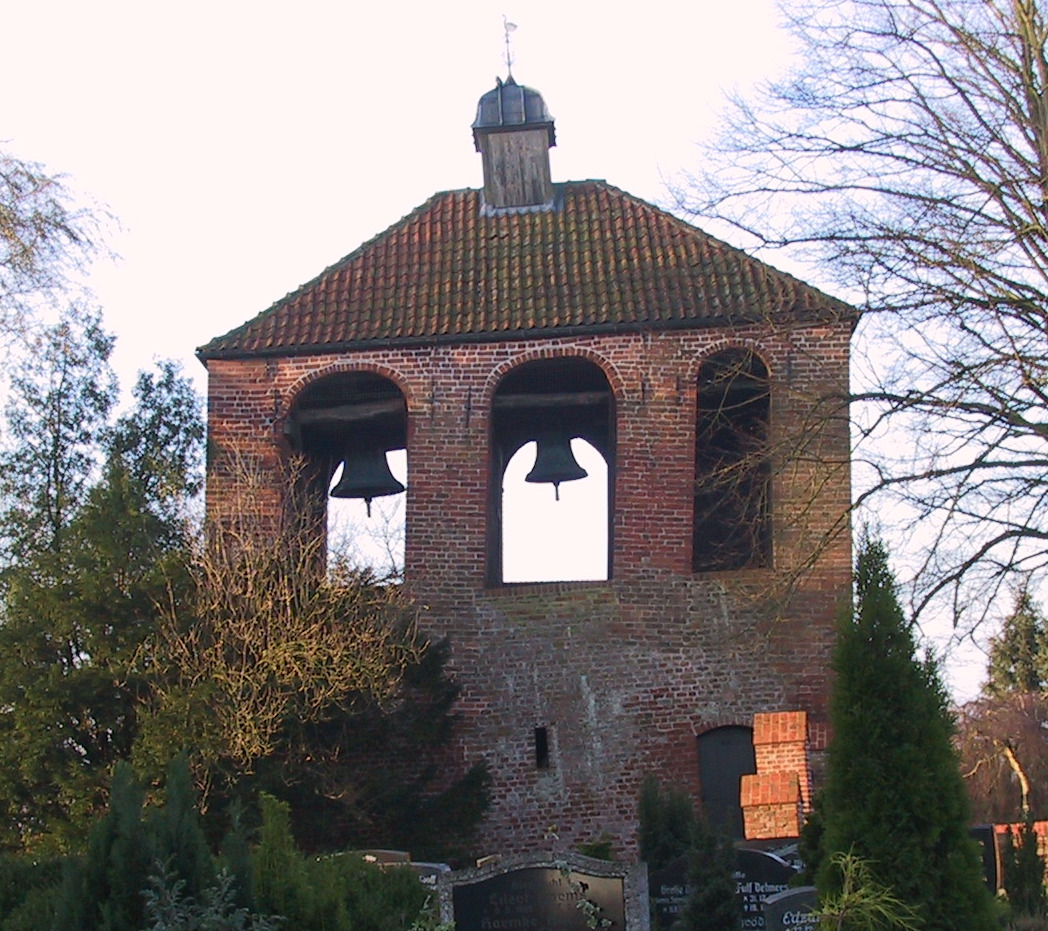
Der zugehörige Glockenturm steht rund 30 Meter abseits der Kirche

Der Ort Engerhafe gehört seit der Gemeindegebietsreform vom 1. Juli 1972 zum Ortsteil Oldeborg der Gemeinde Südbrookmerland in Ostfriesland. Bereits 1938 wurden die früher selbständigen Landgemeinden Engerhafe, Fehnhusen, Oldeborg und Upende zu der größeren Gemeinde Oldeborg vereinigt, die zusammen etwa das Gebiet des mittelalterlichen Kirchspiels Engerhafe umfassten. Der Ort hat ungefähr 600 Einwohner. Ortsvorsteher ist aktuell Dr. Andreas Bukowski (FWG) (geändert 2023).

## Geographie
Engerhafe liegt auf einer natürlichen Geestinsel am westlichen Rand der ostfriesischen Geest zwischen den hier verbreiteten Reihensiedlungen (Upstrecksiedlungen = Aufstrecksiedlungen) auf künstlich geschaffenen Erdwällen, zu denen auch die benachbarten Orte Victorbur und Siegelsum gehören, zwischen denen Engerhafe liegt. Die Siedlung folgt der südwestlich-nordöstlich verlaufenden Geesterhebung zwischen zwei von der Marsch kommenden Niederungen. Am gegenüberliegenden Rand der südlichen Niederung mit dem heutigen Abelitz-Moordorf-Kanal liegt ganz in der Nähe von Engerhafe Uthwerdum und der ebenfalls mit einer großen Kirche versehene Ort Victorbur. Westlich von Engerhafe erstrecken sich ausgedehnte Weideflächen, die im ostfriesischen Plattdeutsch "Meeden" genannt werden und sich südlich bis an das Große Meer und nach Norden und Westen bis an die Abelitz erstrecken, wo sie in die Upganter Meede bzw. Osteeler Meede übergehen.

## Geschichte
In frühen urkundlichen Erwähnungen von 1250 und 1276 wird Engerhafe als „Buta-ee“ (außerhalb, jenseits der Ehe, eines kleinen Flusses südlich von Engerhafe) und „Uthengrahove“ erwähnt. Uthengrahove ist danach wie „Marienhove“ (= Marienhafe), „Victorishove“ (= St.-Victor-Kirche (Victorbur)) und „Lamberthove“ (= Lambertikirche Aurich) ein Platz, an dem Gericht gehalten wurde.

## Wirtschaft
Engerhafe ist vor allem landwirtschaftlich geprägt. Eine Einkaufsmöglichkeit bietet ein kleiner Hofladen auf Selbstbedienungsbasis.

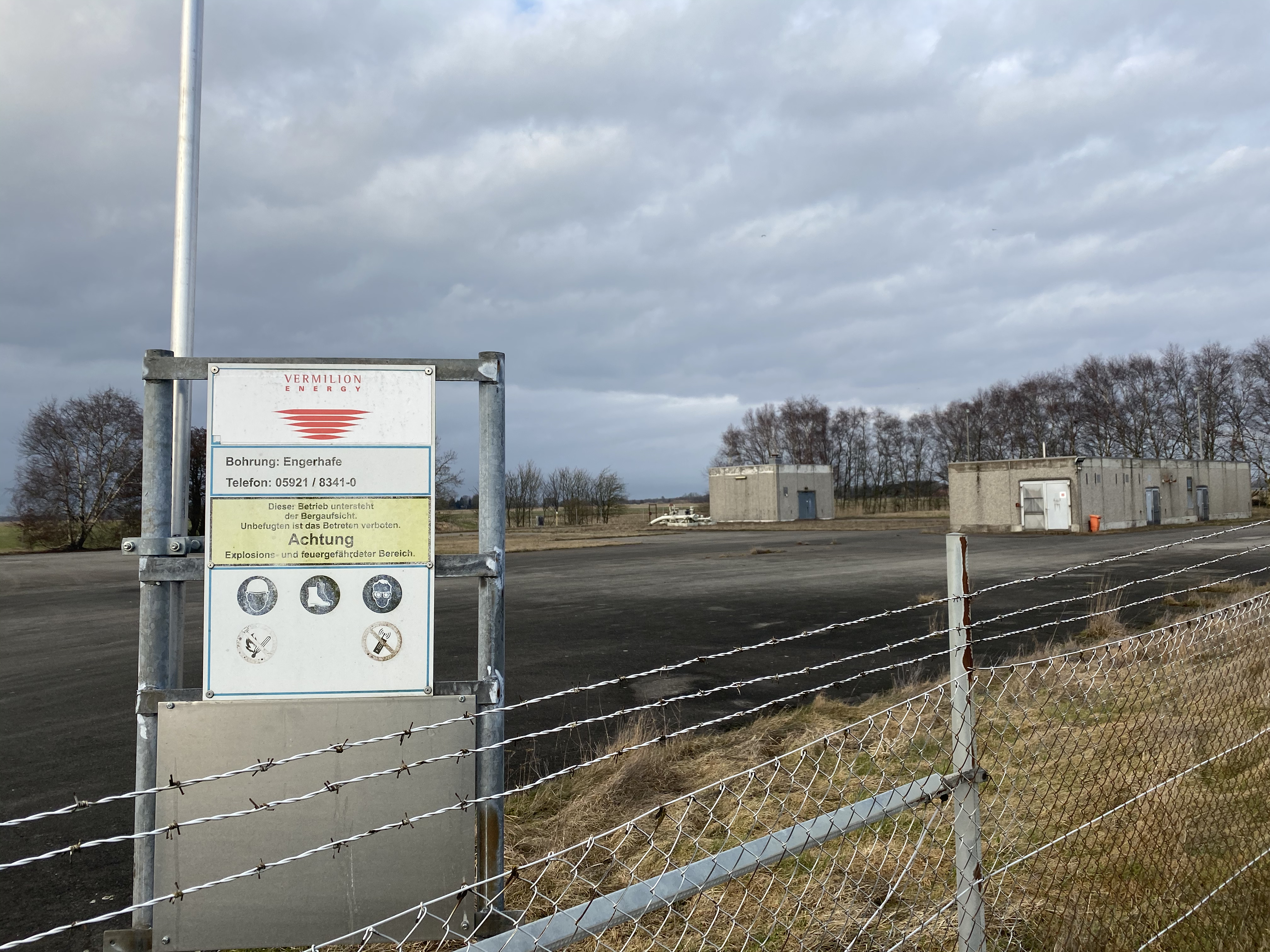
Der Erdgas-Bohrplatz in Engerhafe

Bis Anfang der 1990er Jahre spielte in Engerhafe die Förderung von Erdgas eine größere Rolle, bevor die Bohrung Engerhafe Z1 durch die damalige Preussag AG abgeteuft und verfüllt wurde. 2018 sicherte sich der deutsche Ableger des Unternehmens  Vermillion Energy die Rechte am Erdgasfeld Engerhafe und prüfte die Wiederaufnahme der Förderung. Der Landkreis Aurich reagierte und vergrößerte ein Wasserschutzgebiet, sodass der Bohrplatz nun einem Schutzstatus untersteht. Dagegen wehrt sich Vermillion mit einer Normenkontrollklage vor dem Oberverwaltungsgericht in Lüneburg. Eine Entscheidung steht noch aus.

## Kultur
In Sichtweite der Kirche steht ein renoviertes Bauernhaus im typisch ostfriesischen Stil, der Gulfhof Ihnen. Ein Trägerverein pflegt dieses Gebäude und lässt dort seit einiger Zeit Musikveranstaltungen stattfinden, vorrangig Folk, schwerpunktmäßig auch plattdeutsche Musik. Das Festival zwischen den Jahren hat sich etabliert. Der Gulfhof sieht sich in der Nachfolge der Kulturinitiative Strackholt als überregionales Kulturzentrum, vor allem für Ostfriesische Liedermacher.

## Kirche

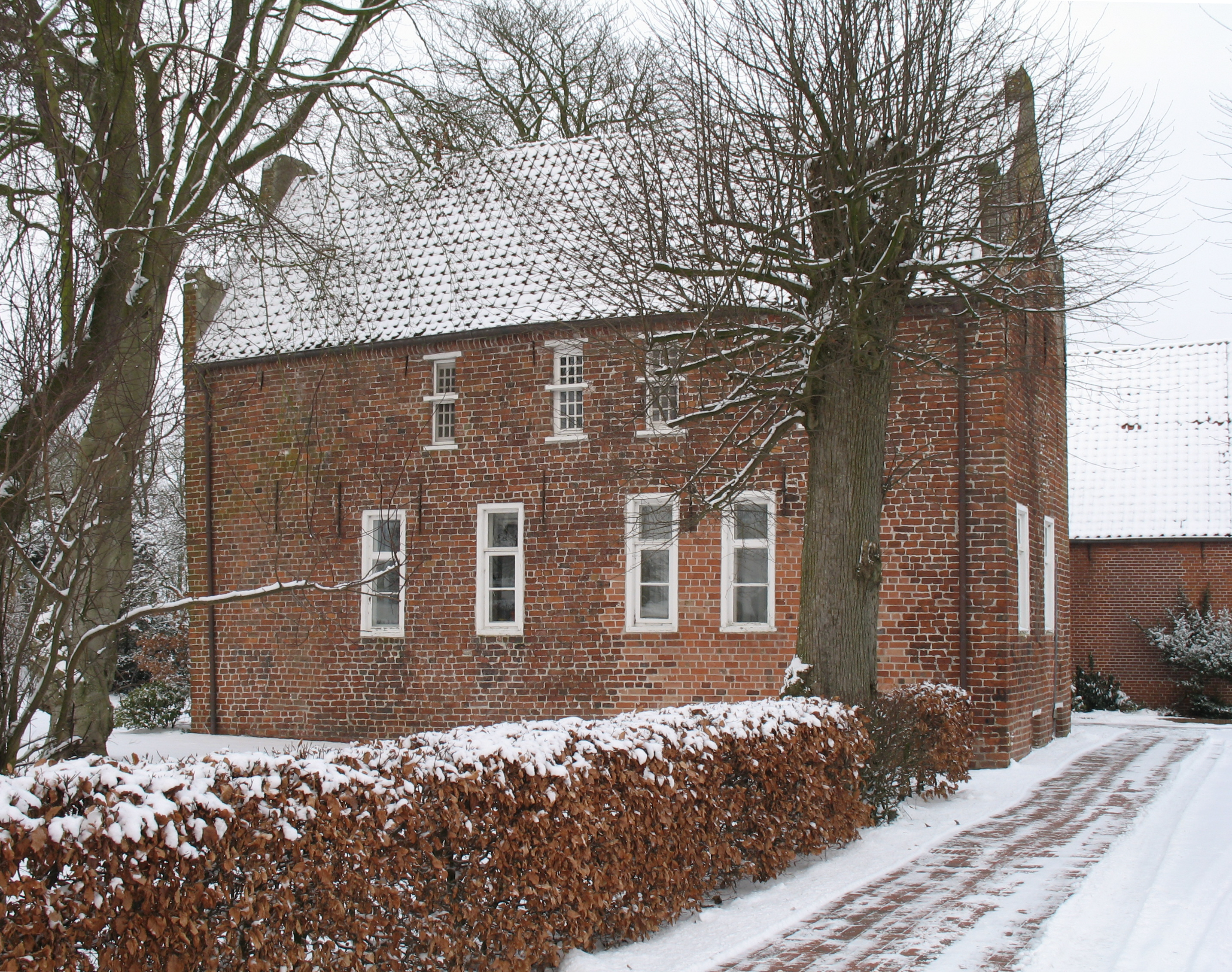
Pfarrhaus Engerhafe

Die von 1250 bis 1280 erbaute Kirche von Engerhafe bildet mit dem mittelalterlichen Steinhaus (Pfarrei) noch heute eine Einheit. Von der einst größeren Kirche sind die verbliebenen Reste noch immer von imponierender Erscheinung. Die einschiffige, hochaufragende Anlage besteht aus den Resten von zwei Bauabschnitten.
Gegenüber der Kirche steht das alte Pastorenhaus. Der zweigeschossige Bau ist im Stil der ostfriesischen „Steensen“ (Steinhäuser) vermutlich im 15. Jahrhundert errichtet worden. Die Decken beider Etagen ruhen auf Balkenlagen. Da die Stockwerke quer zur Längsachse unterteilt sind, erstrecken sich die Räume über die ganze Breite des Hauses. Einige kleine alte Fenster sind noch erhalten.

## Konzentrationslager

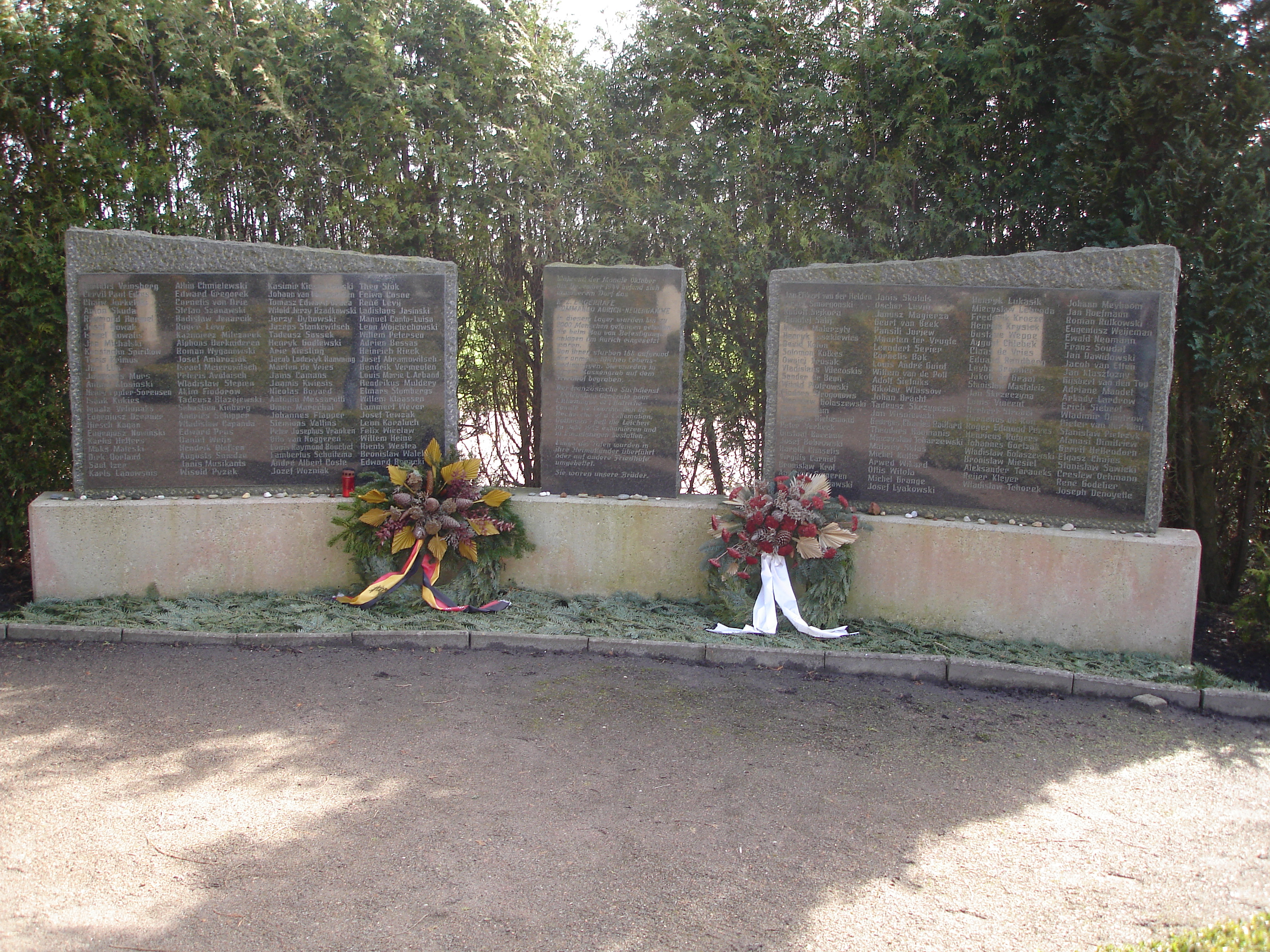
Mahnmal mit den Namen der 188 Opfer des Lagers

Auf dem Gelände des Pfarrgartens von Engerhafe wurde im Oktober 1944 ein Nebenlager des Konzentrationslagers Neuengamme eingerichtet. Etwa 2000 Menschen waren hier unter jämmerlichsten Bedingungen untergebracht. Sie sollten insbesondere im Zusammenhang mit dem Bau des so genannten Friesenwalls einen Panzergraben rund um die Stadt Aurich erstellen. Das Lager wurde Ende 1944 wieder aufgelöst. Nahezu 200 Menschen sind in der Zeit von Oktober bis Dezember 1944 hier zu Tode gekommen. Ein Museum im Pfarrhaus Engerhafe berichtet darüber.